# القرية السفلى (السدة)

تعديل مصدري - تعديل

القرية السفلى محلة تابعة لقرية جرف ناجي، التابعة لعزلة العرافة بمديرية السدة إحدى مديريات محافظة إب في الجمهورية اليمنية.، بلغ تعداد سكانها 142 حسب تعداد اليمن لعام 2004.